# Mad Love (álbum de JoJo)
Mad Love (estilizado como Mad Love.) es el tercer álbum de estudio de la cantante y compositora estadounidense JoJo. Fue lanzado el 14 de octubre de 2016, a través de Atlantic Records. Incorporando sonidos del R&B, pop y soul, JoJo quería que el álbum llevara a los fanáticos a través de un viaje de principio a fin, no solo para ella, sino también para todos los fanáticos que la acompañaron durante sus años en el limbo y además servir como "banda sonora de la vida de las personas". El álbum se convirtió en su primer lanzamiento más importante en una década, después de su segundo álbum de estudio «The High Road» de 2006. Al mismo tiempo, se lanzó una edición de lujo del álbum con 4 pistas adicionales junto con la edición estándar de once pistas. JoJo coescribió y produjo todas las canciones del álbum. Mad Love se convirtió en el primer y único lanzamiento de JoJo bajo el sello discográfico Atlantic Records, ya que se fue en agosto de 2017 para formar su propio sello junto a Warner Records.
Mad Love fue principalmente promocionado durante la gira de conciertos Mad Love World Tour. El álbum además fue precedido por el lanzamiento del sencillo principal «Fuck Apologies», con la producción de Matt Friedman y Oscar Holter de Wolf Cousins y con la colaboración del rapero estadounidense y hasta ese entonces compañero de Atlantic Records, Wiz Khalifa. La canción obtuvo un éxito moderado en las listas de Estados Unidos, alcanzando el número cuarenta del Billboard Pop Songs. En el Reino Unido, la canción alcanzó el número ciento cuatro en la principal lista de éxitos del país y el número dieciocho en la lista UK R&B Chart. «Mad Love.», «FAB.» con Remy Ma y «Music.» fueron publicados como sencillos promocionales previo al lanzamiento del álbum.
Tras su lanzamiento, el álbum recibió críticas generalmente favorables de los críticos de música, algunos notaron que el álbum se convirtió en la "declaración audaz de la mayoría de edad" de JoJo, que ayudó a consolidar su madurez y crecimiento vocal desde su álbum anterior. Mad Love debutó en la listas de Billboard 200, Current Albums y Top Digital Albums en el número 6, 4 y 2 respectivamente, con 25 000 unidades vendidas, de las cuales 19 000 fueron ventas puras. El 3 de febrero de 2017 se puso a la venta una edición LP en vinilo del álbum.

## Antecedentes
El álbum fue precedido por el EP III (pronunciado "tringle"), que fue lanzado el 21 de agosto de 2015. El 27 de julio de 2016, JoJo subió un video en su canal de YouTube titulado "Mad Love. 10.14.16", adelantando la canción «Music» y revelando el título del álbum y la fecha de lanzamiento. El 7 de septiembre de 2016, JoJo reveló la portada del álbum a través de sus cuentas de redes sociales y anunció que el álbum estaría disponible para la pre-orden el 16 de septiembre de 2016. Del 9 de septiembre al 15 de septiembre de 2016, JoJo subió videos cantando pequeñas partes de cada canción del álbum en su cuenta de Instagram, revelando así el listado de canciones.

## Promoción

### Sencillos
«Fuck Apologies» con Wiz Khalifa fue lanzado como el sencillo principal del álbum el 28 de julio de 2016. El video musical, dirigido por Francesco Carrozzini, fue lanzado el 28 de julio de 2016, a través del canal de JoJo en YouTube. La canción debutó en el número 40 en el US Pop Digital Songs. Internacionalmente, la canción alcanzó un máximo de 104 en el Reino Unido y el número 18 en UK R&B Singles Chart.
Después de su lanzamiento inicial como sencillo promocional, «FAB.» con Remy Ma fue lanzado como el segundo sencillo del álbum el 29 de noviembre de 2016. El 3 de marzo de 2017 se lanzó un EP de remixes para el sencillo.

### Canciones promocionales
«Mad Love» fue lanzado como la primera canción promocional el 16 de septiembre de 2016, junto con la pre-orden del álbum. JoJo lanzó el video de audio del mismo en su canal de YouTube. «FAB», con Remy Ma, fue lanzado el 23 de septiembre de 2016, como la segunda canción promocional. Las tres letras forman un acrónimo, que significa "Fake Ass Bitches". El video musical oficial de «FAB» se estrenó el 29 de noviembre de 2016. «Music» fue lanzado como la tercera y última canción promocional el 6 de octubre de 2016.

### Presentaciones en vivo
JoJo presentó «No Apologies», la versión limpia de «Fuck Apologies» en Today el 14 de octubre de 2016, y en Good Day New York el 20 de octubre de 2016.
JoJo anunció que el Mad Love Tour comenzará a principios de 2017.

## Recepción

### Crítica
El álbum ha recibido críticas positivas de los críticos musicales. En Metacritic, obtuvo un resultado de 70% sobre 100% basado en 6 opiniones. La escritora de Entertainment Weekly, Nolan Feeney, dio al álbum un B+ y escribió que las "luchas y triunfos bien documentados" de JoJo informan a su tan esperado tercer LP, Mad Love., y convierten sus historias de amor, amistad y familia en una audaz declaración". El escritor de idolator Jon Reyes dio al álbum 4 de 5 estrellas y escribió que JoJo "está entrando con Mad Love. en un sonido totalmente renovado". La escritora de Pitchfork, Vanessa Okoth-Obbo, dio al álbum 7 de 10 estrellas y escribió que "Mad Love" suena como un álbum que JoJo necesitaba hacer y que sus fanes estaban esperando".

### Desempeño comercial
Mad Love debutó en el número seis de la lista estadounidense Billboard 200 con 25.000 unidades equivalentes a ventas con streamings, de las cuales 19.000 eran ventas puras del álbum. Es la primera entrada de JoJo en la lista en 10 años. En su segunda semana, Mad Love cayó del número seis al ciento once. En su tercera semana el álbum salió de la lista.

## Listado de canciones
- Edición estándar

| N.º | Título                             | Productor(es)   | Duración |  |
| 1.  | «Music»                            | Jussifer        | 3:35     |  |
| 2.  | «I Can Only» (con Alessia Cara)    | Jussifer        | 3:20     |  |
| 3.  | «Fuck Apologies» (con Wiz Khalifa) | Holter Friedman | 3:15     |  |
| 4.  | «FAB» (con Remy Ma)                | Jussifer        | 3:35     |  |
| 5.  | «Mad Love»                         | Monroy          | 4:04     |  |
| 6.  | «Vibe»                             | Rock Mafia      | 3:07     |  |
| 7.  | «Honest»                           | Jack & Coke     | 5:20     |  |
| 8.  | «Like This»                        | Monroy          | 3:41     |  |
| 9.  | «Edibles»                          | Jussifer        | 3:49     |  |
| 10. | «High Heels»                       | Routon          | 3:21     |  |
| 11. | «I Am»                             |                 | 3:57     |  |

- Edición de lujo

| N.º | Título       | Productor(es)   | Duración |  |
| 12. | «Clovers»    | Monroy          | 3:24     |  |
| 13. | «Reckless»   | Kintish, Hawken | 3:42     |  |
| 14. | «Good Thing» | ADP, MNEK       | 3:30     |  |
| 15. | «Rise Up»    | Jack & Coke     | 3:24     |  |

## Rankings
| País              | Medio u organización publicadora | Ranking            | Posición | Ref.   |
| ----------------- | -------------------------------- | ------------------ | -------- | ------ |
| América del Norte |                                  |                    |          |        |
| Canadá            | Billboard                        | Canadian Albums    | 22       | [ 29 ] |
| Estados Unidos    | Billboard 200                    | 6                  | [ 30 ]   |        |
| Estados Unidos    | Digital Albums                   | 3                  | [ 31 ]   |        |
| Europa            |                                  |                    |          |        |
| Bélgica (Flandes) | Ultratop                         | Top 100 álbumes    | 126      | [ 32 ] |
| Escocia           | OCC                              | Top 40 álbumes     | 87       | [ 33 ] |
| Irlanda           | IRMA                             | Top 75 álbumes     | 70       | [ 34 ] |
| Reino Unido       | OCC                              | Top 100 álbumes    | 46       | [ 35 ] |
| Reino Unido       | OCC                              | Digital Albums     | 14       | [ 36 ] |
| Oceanía           |                                  |                    |          |        |
| Australia         | ARIA                             | Top 50 álbumes     | 48       | [ 37 ] |
| Nueva Zelanda     | RIANZ                            | Heatseekers Albums | 1        | [ 38 ] |

## Historial de publicaciones
| País o estado              | Fecha                 | Sello            | Edición(es)        | Ref.   |
| -------------------------- | --------------------- | ---------------- | ------------------ | ------ |
| Historial de publicaciones |                       |                  |                    |        |
|                            | 14 de octubre de 2016 | Atlantic, Warner | Estándar y de lujo | [ 39 ] |